# Tibetská pokroková strana
Tibetská pokroková strana (tibetsky: ནུབ་ལེགས་བཅོས་སྐྱིད་སྡུག; wilieho transliterace: nub-bod-legs-bcos-skyid-sdug, čínsky: 西藏革命黨; pinyin: Xīzàng Gémìngdǎng) byla revoluční, protifeudální, antiklerikální a antikomunistická politická strana v Tibetu. Strana bojovala proti teokratické vládě tibetského státu v čele s dalajlámou, podporovala sjednocení Tibetu s Čínskou republikou. Strana byla přidružena ke Kuomintangu. Jejím předsedou byl Pandatsang Rapga, příslušník vlivného klanu Pandatsang khampských Tibeťanů. Během Čínské občanské války podporovala nacionalisty. Po komunistickém obsazení Tibetu v roce 1949 byla součástí protikomunistického odboje.

## Charakteristika
Tibetská pokroková strana kritizovala tibetskou vládu ve Lhase jako naprosto zastaralou, feudální teokracii, a požadovala moderní a sekulární vládu s moderním vzdělávacím systémem. Pandatsang Rapga podporoval ideu sjednocení Číny, jak ji navrhl zakladatel Čínské republiky Sunjatsen a věřil, že nejlepší cestou bude tibetská autonomní republika v rámci čínského státu. Strana stála na sekularismu, avšak podporu měla i v rámci reformního buddhismu na čele s 9. pančhenlamou Lozangem Thubtänem Čhöjkim, který jako jediný z lámů také zastával pro-čínský postoj.
Během druhé světové války, Pandatsang Rapga obviňoval tibetskou vládu pro její neutralitu ze sympatií k Japonskému císařství. Proto těsně před Káhirskou konferencí v září 1943 žádal Čankajška o podporu jeho khampsko-tibetských milicí proti tibetské vládě. Ten mu poskytl podporu a pro jeho osobně čínský pas a 100 000 jüanů měsíčně pro jeho podzemní činnost. Strana tehdy sídlila v exilu v Indickém městě Kalimpong. Kvůli sporům s vládou Britské Indie byl Pandatsang Rapga obviněn z padělání, špionáže a podzemní činnost strany byla nahlášena tibetské vládě. Po roce 1946 bylo vedení strany vyhoštěno do Číny, kde spojila svůj osud s Kuomintangem. V 50. letech se Pandatsang Rapga ilegálně vrátil do Tibetu, kde se zúčastnil Tibetského národního povstání proti komunistickému režimu.

## Významní členové
- Pandatsang Rapga, zakladatel a předseda strany
- Gendün Chöphel, reformní buddhistický mnich
- Thubten Kunphela, jeden z nejvlivnějších osobností v Tibetu, po smrti 13. dalajlámy v roce 1933 byl upuštěn v nemilost a uprchl do Indie, kde žil v exilu